# Cephalotrigona capitata
A Cephalotrigona capitata, também chamada de Mombucão,  é uma abelha social da subfamília dos meliponíneos, de distribuição em diversos estados do Brasil.
Segundo lista oficial do ICMBio, ela está presente nos estados do AP, PA, CE, MT, ES, MG, SP, PR, SC, BA, RJ, MS, AL, GO e RO.
Apresenta cabeça, tórax e abdômen pretos. Mede, em média, 10 milímetros de comprimento. Constrói ninhos em ocos grandes em árvores na natureza.

## Outros nomes e etimologia
Também é conhecida pelos nomes de abelha-papaterra, abelha pé-de-pau, currunchos, guare-negra, eiruzú, negrito, eirusú, eirusú-grande, mumbuca, mumbuca-preta, mombuca, bombuca ou jiu-butu.

## Taxonomia e filogenia
A Cephalotrigona capitata é um membro da ordem Hymenoptera, que é uma das quatro maiores ordens de insetos. É da família Apidae, que é composta de abelhas, e a subfamília é o Apinae, que são abelhas com cesta de pólen. Junto com outras espécies na tribo Meliponini, a Cephalotrigona capitata é uma abelha eussocial sem ferrão da família das chephalotrigonas. Existem cerca de 500 espécies conhecidas nesta tribo, a maioria dos quais estão localizados nos neotrópicos.

## Características
A Mombucão é uma abelha tímida e não defensiva, somado ao fato de que não faz nenhum tipo de estrutura de entrada (salvo alguma resina e/ou cera para diminuir o diâmetro de entradas maiores do que ela gostam), torna-se muito difícil de descobrir seus ninhos na natureza, diferente de outras abelhas do gênero Scaptotrigona ou Trigonas que costumam ser, em sua grande maioria, defensivas e possuírem pitos de entrada, muitas vezes ornamentados ou com formatos diferentes e/ou exóticos. Tem sido considerada por parte dos meliponicultores como a "ferrari das abelhas sem ferrão", por ser mansa e muito produtiva, podendo produzir de 6 a 10 quilos de mel ao ano. Porém, há quem questione este título de "ferrari", existem pessoas que experimentaram o mel dela e o consideraram muito ácido sendo pouco saboroso, mais indicado para alimentar outras abelhas. Por outro lado há quem ache a acidez do mel da mombucão saborosa, indicado para paladares que apreciam alimentos mais ácidos ou combinações de alimentos que necessitem de um ingrediente mais ácido. Ainda segundo os críticos, a quantidade de mel que a mombucão produz não é nada extraordinário, argumentando que espécies como a uruçu amarela, por exemplo, normalmente já produz de 6 a 10 quilos ao ano, podendo produzir mais com florada favorável. Os potes de mel da mombucão são grandes, do tamanho aproximado de um ovo de galinha. Seus enxames costumam ser bastante caros por conta deste rótulo de "ferrari", custando 2 mil reais ou mais.
Nidifica em árvores em alturas mais próximas do solo, no máximo 50 centímetros acima do solo ou menos, pois necessita de umidade em sua colônia. Por este motivo também é conhecida como "abelha pé de pau". Parece ser uma das poucas abelhas que podem armazenar água em potes de cera, se necessário. 
Na natureza ocupa grandes ocos de árvores, necessitando de bastante espaço. Suas colônias são grandes com pelo menos 5 mil abelhas e possui discos de crias do tamanho de pratos, deste modo sua caixa racional do tipo INPA para ninho e sobreninho tem medidas internas de 20x20x30 centímetros cada módulo, com espessura da madeira entre 4 e 5 centímetros, sendo necessários pelo menos 3 módulos (1 ninho mais 2 sobreninhos) para a espécie, ou seja, considerando a espessura os módulos do ninho e sobreninho possuem entre 38 e 40 centímetros de altura cada um, logo a mombucão em caixa INPA já passa de 1 metro de altura sem considerar as melgueiras. Para melgueiras, as medidas internas é de 20x20x7 centímetros de altura para facilitar o manejo, devendo ser colocadas quantas forem necessárias para a coleta do mel, pois produzem muito mel e muito rapidamente.
Sua captura em iscas é considerada muito difícil, ainda que se instale iscas na área onde se tem a certeza da presença de uma colônia ou de abelhas da espécie visitando flores ou coletando resinas de árvores, por exemplo. Além disto, devido a característica de construir ninhos próximos do solo por sua necessidade de umidade, as iscas preparadas para sua captura são amarradas em árvores bem grossas em alturas mais próximas do solo ou enterradas no solo no pé da árvore, certificando que o local tem bom sombreamento e certa umidade, devendo ser usadas iscas de pelo menos 5 litros de espaço com a parte da entrada virada para cima caso capturada para ser colocada na caixa racional pela chamada transferência por indução. Após capturada e transferida para uma caixa racional, ela precisa ser colocada em locais apropriados, pois ela definhará em meliponários que não forneçam sua necessidade por umidade e um local com temperatura térmica bem fresca. As caixas devem ser colocadas em uma base baixa para sua entrada ficar próxima do solo ajudando a manter a umidade (o que facilitará, também, o manejo se tiver os 3 módulos passando de 1 metro de altura), em uma área sombreada o dia todo e, de preferência, com certa umidade no ambiente como entre plantas que transpiram bastante como bananeiras. Se for necessário por algum motivo, pode-se fornecer e colocar um recipiente com água dentro da caixa. Ela não suporta sol direto e necessita de bem menos sol que outras abelhas sem ferrão, qualquer "desidratação" em sua colônia pode ser perigosa, podendo perecer. Há meliponicultores que recomendam, ainda, alguma medida para evitar a perda de umidade pela caixa de madeira, como enrolar plástico filme nas laterais da caixa.
É uma espécie muito suscetível a forídeos se retirada na natureza e transferida para uma caixa, motivo pelo qual os meliponicultores optam por mantê-las no próprio tronco (caso haja necessidade de retirá-la do local original). Quando existe a real necessidade de salvá-la na natureza por algum motivo (como derrubada da árvore em que ocupam), os meliponicultores cortam a árvore 1,5 metros acima e 1,5 abaixo (totalizando 3 metros) a partir da entrada delas, é uma medida bastante segura na maioria dos casos, mas ainda existe o risco de cortar a colônia por elas ocuparem bastante os ocos de árvore. Quando capturada em iscas, para evitar problemas com forídeos é cortada apenas o fundo e a parte de cima da isca e transferida integralmente para a caixa do tipo racional (com o espaço interno da caixa o mesmo da isca que são garrafas de 5 litros normalmente utilizadas), com cuidado para não romper os potes de mel nem de pólen. Um labirinto ou um caminho feito na madeira da própria caixa ou com madeira anexa na parte de dentro ou de fora da caixa ou a utilização de mangueira interna a partir da entrada se torna essencial para auxiliar a defesa de forídeos nas caixas. Este caminho/labirinto deve ter no mínimo 30 centímetros de comprimento e por volta de 10 milímetros de diâmetro, uma vez que na natureza a mombucão costuma ter na parte interna do ninho um canudo/caminho feito de cera antes de se adentrar, efetivamente, no ninho. A mombucão entre outras espécies de abelhas sem ferrão costumam fazer isto para auxiliar na defesa contra predadores.

## Nomes vernáculos
- Warázu[13]: iwä́mui
- Mỹky[14]: aitai
- Irantxe[15]: alitalí